# Vojtěch Kodera
Vojtěch Kodera (9. ledna 1914 Lysá nad Labem – 27. prosince 2006) byl knězem litoměřické diecéze pronásledovaným komunistickým režimem a osobním arciděkanem.

## Život
Na kněze byl vysvěcen 29. června 1938. Poté působil ve farnostech litoměřické diecéze v Plazech, Liberci a Doksech. Patřil mezi úzké spolupracovníky litoměřického biskupa Štěpána Trochty, který ho jmenoval v roce 1949 tajným oblastním vikářem pro Liberecko. Jeho zástupcem byl jmenován kaplan Němeček z Jablonce nad Nisou, sekretářem kaplan Hendrych z Liberce. Ale jeho jmenování bylo prozrazeno, církevní referent KNV v Liberci Hladký to věděl již velmi brzy (1950). V roce 1951 se stal E. Oliva generálním vikářem a církevní referent Hladký vyvíjel tlak na ukončení působnosti fakult. Od 1. března 1951 do 20. ledna 1952 a od 24. listopadu 1952 až do svého zatčení byl duchovním správcem ve farnosti Kruh. Zatčen komunistickou mocí byl 27. února 1954. Odsouzen byl na pět roků. Zproštěn obžaloby v roce 1969. Po propuštění z výkonu trestu mu byl odebrán státní souhlas k výkonu duchovenské činnosti. Pracoval tedy jako zahradník v Lysé nad Labem. Plně rehabilitován byl až po roku 1989. V důchodovém věku vypomáhal jako duchovní ve farnostech Březno v Mladé Boleslavi a v Lysé nad Labem.
V roce 2002 byl na věž kostela sv. Jana Křtitele v Lysé nad Labem umístěn nový zvon, pojmenovaný sv. Vojtěch. Ulila jej zvonařská dílna Dittrichových, zvon je sponzorským darem d.p. Vojtěcha Kodery. V archivu Městského úřadu Lysá nad Labem je o tom videozáznam, včetně rozhovoru s d.p. a slavnostní bohoslužby, jím celebrované v roce 2002.